# Carl-Heinz Mahlmann
Carl-Heinz Mahlmann (* 17. September 1907 in Braunschweig; † 7. November 1965 in Großensee) war 1929 bis 1935 Fußballspieler und vom 26. Januar 1951 bis zu seinem Tode 1. Vorsitzender des Hamburger SV.

## Spieler, 1929–1935
Der in Braunschweig aufgewachsene Carl-Heinz Mahlmann fand über den SC Victoria Hamburg 1929 den Weg zum Hamburger SV. Der zumeist als rechter Läufer eingesetzte Spieler errang mit dem HSV 1931 die Meisterschaft im Norden und zog mit seinen Mannschaftskameraden in der Endrunde um die deutsche Fußballmeisterschaft nach Erfolgen gegen Beuthen SSV und Eintracht Frankfurt in das Halbfinale gegen Hertha BSC ein. Hertha setzte sich in der Verlängerung mit 3:2 Toren gegen die Hamburger durch und holte auch die Meisterschale an die Spree. Auch in den Jahren 1932 und 1933 zog Mahlmann mit dem Nordmeister HSV in die Endrunde ein. Der Weg in das Finale gelang aber nicht. Höhepunkt seiner Spielerlaufbahn sollte deshalb die Berufung in die Fußballnationalmannschaft durch Reichstrainer Otto Nerz zum Länderspiel am 4. Dezember 1932 in Düsseldorf gegen Holland werden. Mahlmann spielte rechter Läufer. Auf der linken Seite agierte Georg Knöpfle. Das Spiel ging mit 0:2 Toren verloren, und Mahlmann wurde nie mehr in die Nationalmannschaft berufen. Mahlmann beendete nach der Saison 1934/35 seine aktive Spielerlaufbahn.
Mahlmann trat zum 1. Mai 1937 der NSDAP bei (Mitgliedsnummer 4.055.725).

## 1. Vorsitzender, 26. Januar 1951 – November 1965

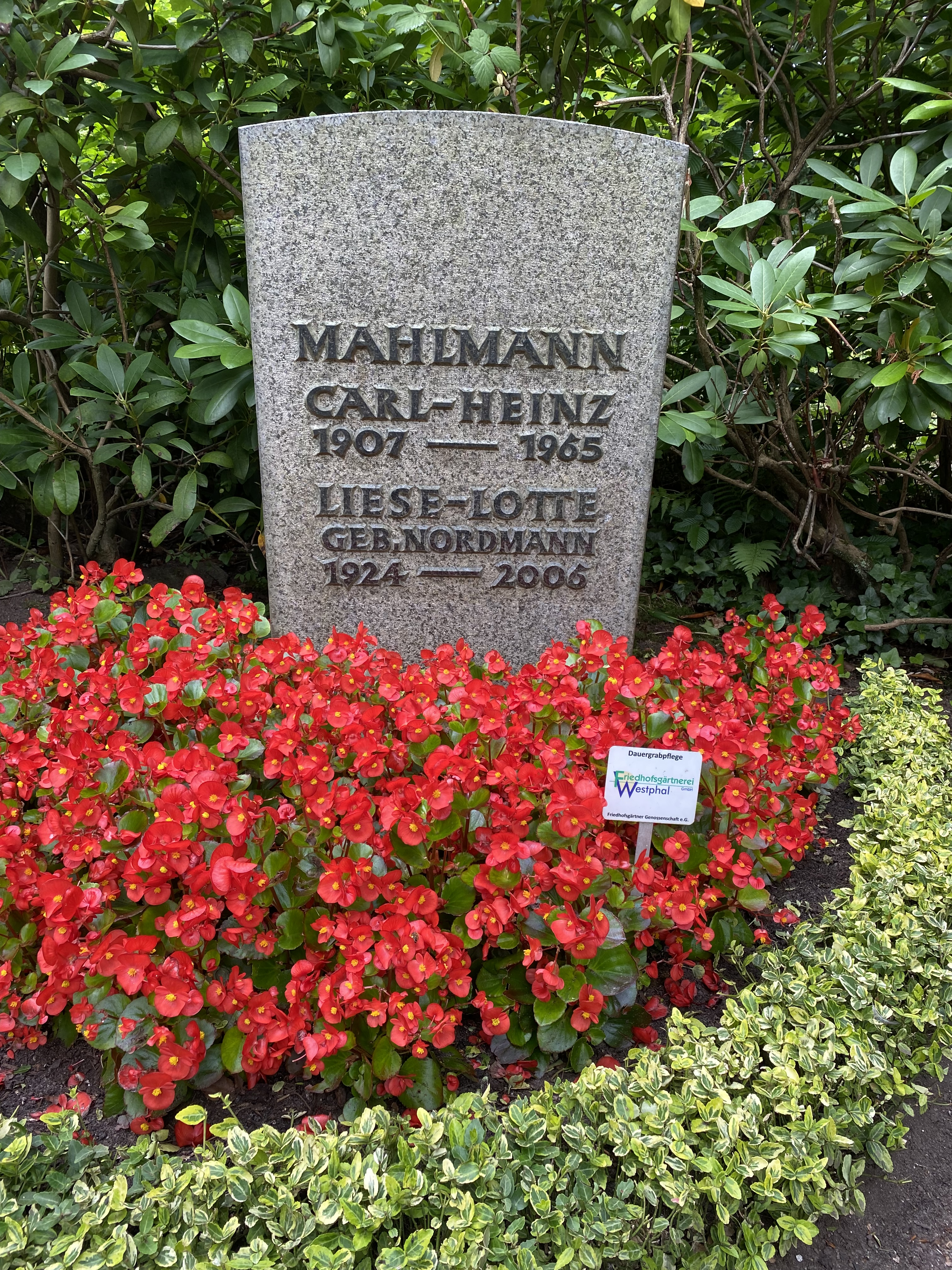
Grabstätte auf dem Friedhof Ohlsdorf

Als der ab 1948 wieder aus beruflichen Gründen nach Hamburg gezogene Carl-Heinz Mahlmann im Januar 1951 den Vorsitz beim HSV übernahm, war sein Nationalmannschaftskamerad von 1932, Georg Knöpfle, der Trainer der Ligamannschaft. Mahlmanns jüngerer Bruder Günther, Studienrat von Beruf, fungierte als Geschäftsführer und Trainer der Jugendabteilung. Das Mahlmann-Tandem stand für eine langfristige Kontinuität und Planung, die den Grundstein legte für die Erfolge Ende der 1950er und Anfang der 1960er Jahre. Die Personalentscheidungen des Präsidenten Carl-Heinz Mahlmann waren zumeist erfolgreich, sowohl bei den Trainer- wie auch bei den Spielerverpflichtungen. Das eigentlich Entscheidende stellte aber das Konzept dar, auf Talente aus der eigenen Jugend, den Amateuren und Spielern aus dem norddeutschen Raum zu setzen. Nach Knöpfle entschied man sich für das Trainertandem Martin Wilke und Günther Mahlmann. Ab 1956 führte der Talenteförderer „Günni“ Mahlmann bis 1962 als alleiniger Cheftrainer seine „Jungs“ aus dem Nachwuchs bis zum Gewinn der deutschen Meisterschaft 1960 und den großen Auftritten im Europapokal der Runde 1961 mit den Spielen gegen Young Boys Bern, FC Burnley und den FC Barcelona. Unter dem Patronat der Mahlmann-Brüder reiften die Talente Horst Schnoor, Uwe Seeler, Klaus Stürmer, Jürgen Werner, Gerhard Krug und Gert Dörfel zum Wohle des Hamburger SV heran. In die Präsidentschaft von Carl-Heinz Mahlmann fällt aber auch noch der Gewinn des DFB-Pokals gegen Borussia Dortmund im Jahre 1963. Als er nach der Heimfahrt von dem mit 1:2 Toren verlorenen Bundesligaspiel gegen den 1. FC Kaiserslautern am 7. November 1965 einem Herzinfarkt erlag, hinterließ er eine große Lücke in der Führung des Hamburger SV. Der im Geschäftsleben als erfolgreicher Getreidemakler tätig gewesene Mahlmann war in seiner fast 15-jährigen Präsidentschaft ein Glücksfall für den Verein und die Hansestadt.
Seine letzte Ruhestätte fand Mahlmann auf dem Friedhof Ohlsdorf. Die Grabstätte liegt im Planquadrat AE 26 zwischen den Kapellen 6 und 7.